# Naundorf bei Seyda
Naundorf bei Seyda  este o comună în Saxonia-Anhalt, Germania